# Окулярник
Окуля́рник (Zosterops) — рід горобцеподібних птахів родини окулярникових (Zosteropidae). Представники цього роду поширені в Афротропіках, Індомалаї, Нотогеї та Океанії. Ці птахи сягають 8-15 см завдовжки. Характерною рисою роду є біле кільце навколо очей, хоча деякі види його не мають. Багато видів є ендеміками островів, причому різні види можуть мешкати на островах, відстань між якими становитиме лише 2 км.

## Систематика
Рід Окулярник був введений натуралістами Ніколасом Вігорсом і Томасом Горсфілдом в 1827 році. Пізніше, в 1828 році Рене Лессон вказав мадагаскарського окулярника як типовий вид.
За результатами низки молекулярно-генетичних досліджень, опублікованих в 2014-2018 роках відбувся значний перегляд роду, в результаті якого було виділено низку нових видів.
Крім того, дослідження цейлонського окулярника (Zosterops ceylonensis) і південного окулярника (Zosterops palpebrosus) показало що, найімовірніше, цейлонський окулярник є предком всіх видів роду. Це ставить під сумнів попередню теорію походження окулярників, згідно з якою всі окулярники походять з Південно-Східної Азії.

### Види
Рід нараховує 103 види, включно з трьома нещодавно вимерлими видами, що позначені знаком †:
- † Окулярник сейшельський (Zosterops semiflavus)[24][25]
- Окулярник карталайський (Zosterops mouroniensis)
- Окулярник маврикійський (Zosterops chloronothos)
- Окулярник реюньйонський (Zosterops olivaceus)
- Окулярник попелястий (Zosterops mauritianus)[26]
- Окулярник білогузий (Zosterops borbonicus)
- Чорноок (Zosterops emiliae)
- Окулярник буробокий (Zosterops erythropleurus)
- Окулярник японський (Zosterops japonicus)
- Окулярник китайський (Zosterops simplex)[27][28]
- Окулярник малазійський (Zosterops auriventer)[29]
- Окулярник низинний (Zosterops meyeni)
- Окулярник південний (Zosterops palpebrosus)
- Окулярник яванський (Zosterops melanurus)[30][28]
- Окулярник цейлонський (Zosterops ceylonensis)
- Окулярник ротійський (Zosterops rotensis)
- Окулярник говіркий (Zosterops conspicillatus)
- Окулярник каролінський (Zosterops semperi)
- Окулярник япійський (Zosterops hypolais)
- Окулярник темноголовий (Zosterops atricapilla)
- Окулярник сірогрудий (Zosterops everetti)
- Окулярник золотистий (Zosterops nigrorum)
- Окулярник жовтий (Zosterops flavus)
- Окулярник цитриновий (Zosterops chloris)
- Окулярник сумбейський (Zosterops citrinella)
- Окулярник целебеський (Zosterops consobrinorum)
- Окулярник великокейський (Zosterops grayi)
- Окулярник малокейський (Zosterops uropygialis)
- Окулярник садовий (Zosterops anomalus)
- Окулярник біловолий (Zosterops atriceps)
- Окулярник сангезький (Zosterops nehrkorni)
- Окулярник золотогорлий (Zosterops atrifrons)
- Окулярник тогіанський (Zosterops somadikartai)
- Окулярник серамський (Zosterops stalkeri)
- Окулярник малий (Zosterops minor)
- Zosterops chrysolaemus[31]
- Окулярник білогорлий (Zosterops meeki)
- Окулярник меланезійський (Zosterops hypoxanthus)
- Окулярник біяцький (Zosterops mysorensis)
- Zosterops hamlini[32]
- Zosterops oblitus
- Окулярник оливковий (Zosterops fuscicapilla)
- Zosterops crookshanki
- Окулярник буруйський (Zosterops buruensis)
- Окулярник амбонський (Zosterops kuehni)
- Окулярник новогвінейський (Zosterops novaeguineae)
- Окулярник жовтогорлий (Zosterops metcalfii)
- Окулярник світлолобий (Zosterops natalis)
- Окулярник мангровий (Zosterops luteus)
- Окулярник папуанський (Zosterops griseotinctus)
- Окулярник помаранчеводзьобий (Zosterops rennellianus)
- Окулярник велалавельський (Zosterops vellalavella)
- Окулярник соломонський (Zosterops luteirostris)
- Окулярник ранонгійський (Zosterops splendidus)[33][34]
- Окулярник пальмовий (Zosterops kulambangrae)
- Окулярник темноокий (Zosterops tetiparius)[35]
- Окулярник коломбангарський (Zosterops murphyi)
- Окулярник сірогорлий (Zosterops rendovae)
- Окулярник малаїтський (Zosterops stresemanni)
- Окулярник санта-крузький (Zosterops sanctaecrucis)
- Окулярниця ренельська (Zosterops superciliosus)
- Окулярниця санта-крузька (Zosterops lacertosus)
- Окулярник ванікорський (Zosterops gibbsi)[36]
- Окулярник савайський (Zosterops samoensis)
- Окулярник фіджійський (Zosterops explorator)
- Окулярник жовтолобий (Zosterops flavifrons)
- Окулярник лоялтійський (Zosterops minutus)
- Окулярник новокаледонський (Zosterops xanthochroa)
- Окулярник сивоспинний (Zosterops lateralis)
- Окулярник тонкодзьобий (Zosterops tenuirostris)
- † Окулярник зелений (Zosterops strenuus)[37][34]
- † Окулярник норфолцький (Zosterops albogularis)[38]
- Окулярник великий (Zosterops inornatus)
- Окулярник сірий (Zosterops cinereus)[39]
- Окулярник погнпейський (Zosterops ponapensis)[40]
- Окулярник помаранчевоногий (Zosterops oleagineus)
- Окулярник бурий (Zosterops finschii)
- Окулярник сокотрійський (Zosterops socotranus)[41]
- Окулярник інжировий (Zosterops ficedulinus)
- Окулярник анобонський (Zosterops griseovirescens)
- Окулярник сан-томейський (Zosterops feae)[42][43]
- Затоківка чорноголова (Zosterops lugubris)
- Затоківка принсипійська (Zosterops leucophaeus)
- Окулярник вулканський (Zosterops mbuluensis)[44]
- Окулярник абісинський (Zosterops abyssinicus)
- Окулярник савановий (Zosterops flavilateralis)[45]
- Окулярник магейський (Zosterops modestus)[46]
- Окулярник альдабранський (Zosterops aldabrensis)[47]
- Окулярник коморський (Zosterops kirki)[48]
- Окулярник майотійський (Zosterops mayottensis)
- Окулярник мадагаскарський (Zosterops maderaspatanus)
- Окулярник лісовий (Zosterops silvanus)[49]
- Окулярник танзанійський (Zosterops winifredae)[50]
- Окулярник блідий (Zosterops pallidus)
- Окулярник капський (Zosterops virens)[51][52][53]
- Окулярник лимонний (Zosterops anderssoni)[54]
- Затоківка білолоба (Zosterops melanocephalus)
- Затоківка бура (Zosterops brunneus)
- Окулярник камерунський (Zosterops stenocricotus)[55]
- Окулярник мінливобарвний (Zosterops poliogastrus)
- Окулярник кенійський (Zosterops kikuyuensis)[56]
- Окулярник кіліманджарський (Zosterops eurycricotus)[57]
- Окулярник сенегальський (Zosterops senegalensis)
- Окулярник смарагдовий (Zosterops stuhlmanni)[58]
- Окулярник пембейський (Zosterops vaughani)
- Окулярник моротайський (Zosterops dehaani)[59]
- Окулярник вакатобський (Zosterops flavissimus)[60]

## Етимологія
Наукова назва роду Zosterops походить від сполучення слів дав.-гр. ζωστηρ — пояс і лат. ωψ — око.